# 罗伯茨福什市镇
罗伯茨福什市镇（瑞典語：Robertsfors kommun）是瑞典北部西博滕省的一个市镇。其治所位于罗伯茨福什。